# Comuna Oleksiivka, Bilokurakîne
Oleksiivka (în ucraineană Олексіївка) este o comună în raionul Bilokurakîne, regiunea Luhansk, Ucraina, formată din satele Lubeanka, Oleksiivka (reședința) și Zaikivka.

## Demografie
Componența lingvistică a comunei Oleksiivka
     Ucraineană (95,62%)
     Rusă (4,11%)
Conform recensământului din 2001, majoritatea populației comunei Oleksiivka era vorbitoare de ucraineană (95,62%), existând în minoritate și vorbitori de rusă (4,11%).